# Petit-Coeur
Petit Coeur era una comuna francesa que estaba situada en el departamento de Saboya, de la región de Auvernia-Ródano-Alpes, que en 1972 se fusionó con las comunas de Celliers, Doucy, Naves, Notre-Dame-de-Briançon y Pussy, formando la nueva comuna de La Léchère.

## Demografía
| Gráfica de evolución demográfica de Petit-Coeur entre 1793 y 1968 |
|                                                                   |
| Datos según el nomenclátor publicado por la EHESS/Cassini.        |